# Diploderma tachengense
Diploderma tachengense — вид ігуаноподібних ящірок родини агамових (Agamidae). Ендемік Китаю. Описаний у 2023 році.

## Поширення і екологія
Diploderma tachengense відомі з типової місцевості, розташованої в районі села Кена у Вейсі-Лісуському автономному повіті в Дечен-Тибетській автономній префектурі на північному заході провінції Юньнань, на висоті 2180 м над рівнем моря. Вони живуть у вторинних хвойних лісах в долині Лапу, притоки річки Цзіньша.